# Cyclodinus italicus
Cyclodinus italicus is een keversoort uit de familie snoerhalskevers (Anthicidae). De wetenschappelijke naam van de soort is voor het eerst geldig gepubliceerd in 1901 door Pic.